# Dominikana na Letnich Igrzyskach Olimpijskich 1992
Dominikanę na Letnich Igrzyskach Olimpijskich 1992 reprezentowało 32 zawodników: 30 mężczyzn i dwie kobiety. Był to ósmy start reprezentacji Dominikany na letnich igrzyskach olimpijskich.

## Skład kadry

### Baseball
Mężczyźni
- Félix Nova, José Ramón Veras, Manuel Guzmán, Fabio Aquino, Roberto Casey, Eugenio Váldez, Rafaelito Mercedes, Félix Tejada, Teófilo Peña, Alexis Peña, Fausto Peña, Teodoro Novas, Cipriano Ventura, Juan Sánchez, Juan Viñas, Roque Solano, Silvestre Popoteur, Elias Olivos, Benjamin Heredia, José Santana – 6. miejsce,

### Boks
Mężczyźni
- Fausto del Rosario waga papierowa do 48 kg – 17. miejsce,
- Héctor Avila waga musza do 52 kg – 5. miejsce,
- Agustin Castillo waga kogucia do 54 kg – 17. miejsce,
- Victoriano Damián Sosa waga piórkowa do 57 kg – 5. miejsce,
- Rafael Romero waga lekkopółśrednia do 63,5 kg – 17. miejsce,
- César Ramos waga półśrednia do 67 kg – 9. miejsce,

### Judo
Kobiety
- Altagracia Contreras – waga do 56 kg – 18. miejsce,
- Eleucadia Vargas – waga do 61 kg – 20. miejsce,

Mężczyźni
- Gilberto García – waga do 60 kg – 35. miejsce,
- Ekers Raposo – waga do 65 kg – 36. miejsce,

### Podnoszenie ciężarów
Mężczyźni
- Juan Manuel Cueto – waga do 60 kg – 25. miejsce,

### Zapasy
Mężczyźni
- Ulises Valentin – styl klasyczny waga do 52 kg – odpadł w eliminacjach,